# 鬼打鬼之黃金道士
《鬼打鬼之黃金道士》是1992年11月13日在英属香港上映的魔幻片。

## 劇情
英叔一生鑽研茅山術，替人排憂解難，白天替人看更晚上經營道觀。英叔手下有五個徒弟，他們每日潜心學道修持，但是由於道觀貧寒加上房東催租，為了生計英叔不得不搬到一間幫忙看更的老宅邸。住進去後遇上一對鬼夫妻，丈夫總是每天粗暴虐待妻子-阿娟，即便死後百年來也不得安寧。英叔出於善心和慈悲，從丈夫手裡救出了阿娟，而狠狠地教訓了丈夫一頓，並趕出宅院。而阿娟在受到英叔及其徒弟後現代主義的啟發，決心不再盲目愚忠迂腐過去還。在一次丈夫帶著手下返回宅欲報奪妻之恨時找上英叔，一開始英叔一行人在打鬥中處於下風，最後局勢逆轉成功再一次打跑眾鬼。而恢復女權的阿娟也出手教訓了丈夫並休書斷離後將其趕走。然而，兩名國際大盜得知宅子裡埋有黄金，佯裝傳教士要分租房間做教堂，面對金錢誘惑下英叔勉為其難答應一起合住。就在某日，外國人灌醉英叔後打算偷取黃金，不料在阿娟吸去英叔酒氣後將其救醒，使得外國人一時之間難以得逞。心有不甘的兩人找上巫術大師，並從阿娟丈夫口中套出女鬼阿娟生辰八字，巫師立馬作法用火焚術對付阿娟使其灼傷。英叔在阿娟受傷期間替其療傷，為防止外國人再次來犯，而佈下陣局，但最後也難以抵檔住槍炮的威力。陣局被破，眾人皆被外國人生擒，就在生死存亡之際，阿娟恢復了傷勢，從外國人手下救回了英叔和徒弟們，並把外國人再次趕出了宅院，之後他們幾人也在宅院裡挖到了黄金，英叔也大手筆買下了大宅供大家享福。而大宅的主人正是阿娟的外孫女小娟，這天她特意帶著外孫女小娟娟從外國回來看剛賣掉的祖屋，正巧見到大宅內的阿娟。

## 演員
| 演員          | 角色   | 備註                             |
| 林正英        | 英叔   | 道士                             |
| 羅慧娟        | 阿娟   | 女鬼                             |
| 樓南光        | 房東   | 道觀收租人                       |
| 沈威          | 沈經理 | 房產公司經紀人                   |
| 史美儀        | 阿史   | 英叔大徒弟，外號捉鬼大師兄       |
| 金少龍        | 金十二 | 英叔徒弟，常幻想自己是師父       |
| 李暉          | 阿暉   | 英叔徒弟裡的唯一女性             |
| 謝偉傑        | 小妖   | 英叔徒弟，喜歡看龍虎豹雜誌       |
| 何沛東        | 阿東   | 英叔徒弟                         |
| 陳龍          | 巫師   | 被外國人找來對付英叔，後被殺     |
| 陳志文        | 斬崩刀 | 阿娟丈夫，脾氣火爆，時常折磨阿娟 |
| Mark Houghton | 麥特   | 國際大盜，喬裝傳教士盜竊黃金     |
| Eddie Ma      | 愛特   | 國際大盜，喬裝傳教士盜取黃金     |